# Liste der Mitglieder des Landtages Rheinland-Pfalz (18. Wahlperiode)
Diese Liste gibt einen Überblick über alle gewählten Mitglieder des 18. Rheinland-Pfälzischen Landtags (2021–2026) mit Fraktionszugehörigkeit, Wahlkreis und Stimmenanteil.
Der 18. Landtag wurde am 14. März 2021 gewählt und hat sich am 18. Mai 2021 konstituiert.

## Zusammensetzung
Seit der Landtagswahl am 14. März 2021 gab es folgende Veränderung im Landtag:
- SPD: 39
- Grüne: 9
- FDP: 6
- CDU: 31
- AfD: 6
- Sonst.: 10

| Fraktion              | Beginn der Legislaturperiode | Stand | Zugänge                                                                             | Abgänge                                                                            | Saldo |
| --------------------- | ---------------------------- | ----- | ----------------------------------------------------------------------------------- | ---------------------------------------------------------------------------------- | ----- |
| SPD                   | 39                           | 39    | Teuber, Stein, Müller, Oster, Liguori, Schick, Scholz, Jenssen, Guthier             | Dreyer, Alt, Brück, Raab, Denninghoff, Kazungu-Haß, Scharfenberger, Schmitt, Simon | ± 0   |
| CDU                   | 31                           | 31    | Münster, Koch, Bellaire, Fischer                                                    | Beilstein, Weiner, Brandl, Demuth                                                  | ± 0   |
| Bündnis 90/Die Grünen | 10                           | 9     | Köbler, Stuppy                                                                      | Binz, Spiegel, Hartenfels                                                          | – 1   |
| AfD                   | 9                            | 6     | Ziegler                                                                             | Joa, Frisch, Schmidt, Nieland                                                      | – 3   |
| FDP                   | 6                            | 6     | Wink, Thoma                                                                         | Becht, Mertin †                                                                    | ± 0   |
| FW                    | 6                            | 0     | Alscher                                                                             | Streit, Drumm, Alscher, Jeckel, Kunz, Schwab, Wefelscheid                          | – 6   |
| Fraktionslose         | 0                            | 10    | Joa, Hartenfels, Frisch, Schmidt, Drumm, Alscher, Jeckel, Kunz, Schwab, Wefelscheid |                                                                                    | + 10  |

Seit 13. November 2024 bilden verbliebene Abgeordnete der Freien Wähler Rheinland-Pfalz (FW), welche den Fraktionsstatus verloren haben, eine parlamentarische Gruppe im Landtag.

## Präsidium
- Präsident: Hendrik Hering (SPD)
- Vizepräsidenten: Astrid Schmitt (SPD) (bis Dezember 2023), Matthias Lammert (CDU), Kathrin Anklam-Trapp (SPD) (ab Dezember 2023)

## Fraktionsvorstände
| Fraktion                 | Vorsitzende                                                           | Stellvertretende Vorsitzende | Parlamentarische Geschäftsführer                                            |
| ------------------------ | --------------------------------------------------------------------- | --- | --------------------------------------------------------------------------- |
| SPD                      | Sabine Bätzing-Lichtenthäler                                          | Kathrin Anklam-Trapp bis 31. Dezember 2023 Nina Klinkel ab 24. Januar 2024 Jens Guth Benedikt Oster Jaqueline Rauschkolb | Martin Haller                                                               |
| CDU                      | Christian Baldauf bis 22. März 2023 Gordon Schnieder ab 22. März 2023 | Anke Beilstein bis 1. November 2023 Jennifer Groß ab 2. November 2023 Ellen Demuth bis 4. April 2025 Marcus Klein bis 30. November 2024 Gordon Schnieder bis 22. März 2023 Helmut Martin ab 22. März 2023 Markus Wolf ab 1. Dezember 2024 | Martin Brandl bis 30. November 2024 Marcus Klein ab 1. Dezember 2024        |
| Grüne                    | Bernhard Braun bis Januar 2023 Pia Schellhammer ab Januar 2023        | Jutta Blatzheim-Roegler bis Januar 2023 Carl-Bernhard von Heusinger bis Januar 2023 Daniel Köbler ab Januar 2023 Lea Heidbreder ab Januar 2023                                                                                            | Pia Schellhammer bis Januar 2023 Carl-Bernhard von Heusinger ab Januar 2023 |
| AfD                      | Michael Frisch bis November 2023 Jan Bollinger ab November 2023       | Jan Bollinger bis November 2023 Iris Nieland bis März 2025 | Damian Lohr                                                                 |
| FDP                      | Philipp Fernis                                                        | Cornelia Willius-Senzer Steven Wink | Marco Weber                                                                 |
| FW (bis 7. Oktober 2024) | Joachim Streit bis 28. Juni 2024 Helge Schwab ab 28. Juni 2024        | Helge Schwab bis 28. Juni 2024 Patrick Kunz ab 28. Juni 2024 | Stephan Wefelscheid bis 28. Juni 2024 Lisa-Marie Jeckel ab 28. Juni 2024    |

## Abgeordnete
| Bild | Name                         | geb. | Wahlkreis                                    | Nr. | Direkt/Liste                 | Fraktion           | Kommentar |
| ---- | ---------------------------- | ---- | -------------------------------------------- | --- | ---------------------------- | ------------------ | --- |
|      | Doris Ahnen                  | 1964 | Mainz II                                     | 28  | Direktmandat                 | SPD                | |
|      | Bernhard Alscher             | 1957 |                                              |     | Nachrücker im Listenmandat   | fraktionslos       | am 16. Juli 2024 für Joachim Streit nachgerückt; Fraktionsaustritt am 6. Oktober 2024; Parteiausschluss im März 2025 |
|      | Kathrin Anklam-Trapp         | 1968 | Rhein-Selz/Wonnegau                          | 32  | Direktmandat                 | SPD                | |
|      | Christian Baldauf            | 1967 | Frankenthal (Pfalz)                          | 35  | Direktmandat                 | CDU                | Fraktionsvorsitzender (bis März 2023)                                                                                |
|      | Thomas Barth                 | 1977 |                                              |     | Liste                        | CDU                | |
|      | Sabine Bätzing-Lichtenthäler | 1975 |                                              |     | Liste                        | SPD                | |
|      | Florian Bellaire             | 1985 | Wörth am Rhein                               | 52  | Nachrücker im Direktmandat   | CDU                | am 4. Dezember 2024 für Martin Brandl nachgerückt                                                                    |
|      | Jutta Blatzheim-Roegler      | 1957 |                                              |     | Liste                        | Grüne              | |
|      | Jan Bollinger                | 1977 |                                              |     | Liste                        | AfD                | Fraktionsvorsitzender (ab November 2023)                                                                             |
|      | Bernhard Braun               | 1958 |                                              |     | Liste                        | Grüne              | Fraktionsvorsitzender (bis Januar 2023)                                                                              |
|      | Herbert Drumm                | 1949 |                                              |     | Liste                        | fraktionslos       | Fraktionsaustritt am 30. September 2024; Parteiausschluss im März 2025                                               |
|      | Fabian Ehmann                | 1993 |                                              |     | Liste                        | Grüne              | |
|      | Philipp Fernis               | 1982 |                                              |     | Liste                        | FDP                | |
|      | Pierre Fischer               | 1980 | Linz am Rhein/Rengsdorf                      | 3   | Nachrücker im Direktmandat   | CDU                | am 8. April 2025 für Ellen Demuth nachgerückt                                                                        |
|      | Michael Frisch               | 1957 |                                              |     | Liste                        | fraktionslos       | bis November 2023 Fraktionsvorsitzender; seit November 2023 fraktionslos; seit August 2024 parteilos                 |
|      | Alexander Fuhr               | 1969 |                                              |     | Liste                        | SPD                | |
|      | Christoph Gensch             | 1978 | Zweibrücken                                  | 47  | Direktmandat                 | CDU                | |
|      | Horst Gies                   | 1961 | Bad Neuenahr-Ahrweiler                       | 14  | Direktmandat                 | CDU                | |
|      | Jennifer Groß                | 1986 | Montabaur                                    | 6   | Direktmandat                 | CDU                | |
|      | Jens Guth                    | 1966 | Worms                                        | 33  | Direktmandat                 | SPD                | |
|      | David Guthier                | 1989 | Ludwigshafen am Rhein I                      | 36  | Nachrücker im Direktmandat   | SPD                | am 1. Januar 2024 für Anke Simon nachgerückt                                                                         |
|      | Martin Haller                | 1988 |                                              |     | Liste                        | SPD                | |
|      | Andreas Hartenfels           | 1966 |                                              |     | Liste                        | fraktionslos (BSW) | Partei- und Fraktionsaustritt aus Grüne im Oktober 2022; Parteieintritt in BSW im Januar 2024                        |
|      | Lea Heidbreder               | 1991 |                                              |     | Liste                        | Grüne              | |
|      | Dirk Herber                  | 1979 | Neustadt an der Weinstraße                   | 43  | Direktmandat                 | CDU                | |
|      | Hendrik Hering               | 1964 | Bad Marienberg (Westerwald)/Westerburg       | 5   | Direktmandat                 | SPD                | |
|      | Carl-Bernhard von Heusinger  | 1968 |                                              |     | Liste                        | Grüne              | |
|      | Clemens Hoch                 | 1978 | Andernach                                    | 11  | Direktmandat                 | SPD                | |
|      | Lana Horstmann               | 1986 | Neuwied                                      | 4   | Direktmandat                 | SPD                | |
|      | Michael Hüttner              | 1959 | Bingen am Rhein                              | 30  | Direktmandat                 | SPD                | |
|      | Heiner Illing                | 1962 | Alzey                                        | 34  | Direktmandat                 | SPD                | |
|      | Lisa-Marie Jeckel            | 1993 |                                              |     | Liste                        | fraktionslos (FW)  | Fraktionsauflösung am 7. Oktober 2024                                                                                |
|      | Jens Jenssen                 | 1979 |                                              |     | Nachrücker im Listenmandat   | SPD                | am 1. Januar 2024 für Astrid Schmitt nachgerückt                                                                     |
|      | Matthias Joa                 | 1981 |                                              |     | Liste                        | fraktionslos       | seit September 2021 fraktions- und parteilos                                                                         |
|      | Dennis Junk                  | 1984 | Wittlich                                     | 22  | Direktmandat                 | CDU                | |
|      | Marcus Klein                 | 1976 | Kaiserslautern-Land                          | 46  | Direktmandat                 | CDU                | |
|      | Nina Klinkel                 | 1983 | Ingelheim am Rhein                           | 31  | Direktmandat                 | SPD                | |
|      | Anna Köbberling              | 1967 | Koblenz                                      | 9   | Direktmandat                 | SPD                | |
|      | Daniel Köbler                | 1981 | Mainz I                                      | 27  | Nachrücker im Direktmandat   | Grüne              | am 18. Mai 2021 für Katharina Binz nachgerückt                                                                       |
|      | Sven Koch                    | 1986 |                                              |     | Nachrücker im Listenmandat   | CDU                | am 1. Dezember 2023 für Thomas Weiner nachgerückt                                                                    |
|      | Markus Kropfreiter           | 1972 | Germersheim                                  | 51  | Direktmandat                 | SPD                | |
|      | Patrick Kunz                 | 1977 |                                              |     | Liste                        | fraktionslos (FW)  | Fraktionsauflösung am 7. Oktober 2024                                                                                |
|      | Oliver Kusch                 | 1967 | Kusel                                        | 41  | Direktmandat                 | SPD                | |
|      | Matthias Lammert             | 1968 |                                              |     | Liste                        | CDU                | |
|      | Roger Lewentz                | 1963 | Koblenz/Lahnstein                            | 8   | Direktmandat                 | SPD                | |
|      | Manuel Liguori               | 1980 | Diez/Nassau                                  | 7   | Nachrücker im Direktmandat   | SPD                | am 15. Juli 2022 für Jörg Denninghoff nachgerückt                                                                    |
|      | Damian Lohr                  | 1993 |                                              |     | Liste                        | AfD                | |
|      | Michael Ludwig               | 1965 |                                              |     | Liste                        | CDU                | |
|      | Florian Maier                | 1985 | Landau in der Pfalz                          | 50  | Direktmandat                 | SPD                | |
|      | Helmut Martin                | 1963 |                                              |     | Liste                        | CDU                | |
|      | Anette Moesta                | 1967 |                                              |     | Liste                        | CDU                | |
|      | Peter Moskopp                | 1963 | Bendorf/Weißenthurm                          | 10  | Direktmandat                 | CDU                | |
|      | Susanne Müller               | 1973 |                                              |     | Liste                        | SPD                | |
|      | Patric Müller                | 1967 | Mainz III                                    | 29  | Direktmandat                 | SPD                | |
|      | Tamara Müller                | 1989 |                                              |     | Nachrückerin im Listenmandat | SPD                | am 18. Mai 2021 für Bettina Brück nachgerückt                                                                        |
|      | Jens Münster                 | 1990 | Cochem-Zell                                  | 15  | Nachrücker im Direktmandat   | CDU                | am 1. November 2023 für Anke Beilstein nachgerückt                                                                   |
|      | Hans Jürgen Noss             | 1952 | Birkenfeld                                   | 19  | Direktmandat                 | SPD                | |
|      | Benedikt Oster               | 1988 |                                              |     | Nachrücker im Listenmandat   | SPD                | am 18. Mai 2021 für Heike Raab nachgerückt                                                                           |
|      | Joachim Paul                 | 1970 |                                              |     | Liste                        | AfD                | |
|      | Andreas Rahm                 | 1967 | Kaiserslautern I                             | 44  | Direktmandat                 | SPD                | |
|      | Jaqueline Rauschkolb         | 1987 | Donnersberg                                  | 40  | Direktmandat                 | SPD                | |
|      | Katrin Rehak-Nitsche         | 1978 |                                              |     | Liste                        | SPD                | |
|      | Christof Reichert            | 1967 | Pirmasens                                    | 48  | Direktmandat                 | CDU                | |
|      | Matthias Reuber              | 1992 | Altenkirchen (Westerwald)                    | 2   | Direktmandat                 | CDU                | |
|      | Lars Rieger                  | 1978 | Trier/Schweich                               | 24  | Direktmandat                 | CDU                | |
|      | Lothar Rommelfanger          | 1957 | Konz/Saarburg                                | 26  | Direktmandat                 | SPD                | |
|      | Daniel Schäffner             | 1981 |                                              |     | Liste                        | SPD                | |
|      | Pia Schellhammer             | 1985 |                                              |     | Liste                        | Grüne              | Fraktionsvorsitzende (ab Januar 2023)                                                                                |
|      | Claus Schick                 | 1968 |                                              |     | Nachrücker im Listenmandat   | SPD                | am 1. September 2022 für Giorgina Kazungu-Haß nachgerückt                                                            |
|      | Martin Schmidt               | 1966 |                                              |     | Liste                        | fraktionslos       | seit November 2023 fraktionslos; seit Juni 2024 parteilos                                                            |
|      | Daniela Schmitt              | 1972 |                                              |     | Liste                        | FDP                | |
|      | Marion Schneid               | 1963 |                                              |     | Liste                        | CDU                | |
|      | Petra Schneider              | 1972 | Remagen/Sinzig                               | 13  | Direktmandat                 | CDU                | |
|      | Gordon Schnieder             | 1975 | Vulkaneifel                                  | 20  | Direktmandat                 | CDU                | Fraktionsvorsitzender (ab März 2023)                                                                                 |
|      | Gregory Scholz               | 1981 | Ludwigshafen am Rhein II                     | 37  | Nachrücker im Direktmandat   | SPD                | am 2. August 2023 für Heike Scharfenberger nachgerückt                                                               |
|      | Ralf Schönborn               | 1966 |                                              |     | Liste                        | AfD                | |
|      | Gerd Schreiner               | 1970 |                                              |     | Liste                        | CDU                | |
|      | Helge Schwab                 | 1971 |                                              |     | Liste                        | fraktionslos (FW)  | Fraktionsvorsitzender (Juni 2024 bis Oktober 2024); Fraktionsauflösung am 7. Oktober 2024                            |
|      | Alexander Schweitzer         | 1973 | Südliche Weinstraße                          | 49  | Direktmandat                 | SPD                | |
|      | Michael Simon                | 1971 | Bad Kreuznach                                | 17  | Direktmandat                 | SPD                | |
|      | Christoph Spies              | 1985 |                                              |     | Liste                        | SPD                | |
|      | Markus Stein                 | 1985 |                                              |     | Nachrücker im Listenmandat   | SPD                | am 18. Mai 2021 für Denis Alt nachgerückt                                                                            |
|      | Nico Steinbach               | 1984 | Bitburg-Prüm                                 | 21  | Direktmandat                 | SPD                | |
|      | Peter Stuhlfauth             | 1961 |                                              |     | Liste                        | AfD                | |
|      | Lisett Stuppy                | 1988 |                                              |     | Nachrückerin im Listenmandat | Grüne              | am 18. Mai 2021 für Anne Spiegel nachgerückt                                                                         |
|      | Sven Teuber                  | 1982 | Trier                                        | 25  | Nachrücker im Direktmandat   | SPD                | am 18. Mai 2021 für Malu Dreyer nachgerückt                                                                          |
|      | Stefan Thoma                 | 1988 |                                              |     | Nachrücker im Listenmandat   | FDP                | am 5. März 2025 für Herbert Mertin nachgerückt                                                                       |
|      | Tobias Vogt                  | 1988 | Rhein-Hunsrück                               | 16  | Direktmandat                 | CDU                | |
|      | Karina Wächter               | 1990 | Bernkastel-Kues/Morbach/Kirchberg (Hunsrück) | 23  | Direktmandat                 | CDU                | |
|      | Michael Wagner               | 1960 | Speyer                                       | 39  | Direktmandat                 | CDU                | |
|      | Thomas Wansch                | 1960 | Kaiserslautern II                            | 45  | Direktmandat                 | SPD                | |
|      | Michael Wäschenbach          | 1954 | Betzdorf/Kirchen (Sieg)                      | 1   | Direktmandat                 | CDU                | |
|      | Marco Weber                  | 1975 |                                              |     | Liste                        | FDP                | |
|      | Stephan Wefelscheid          | 1978 |                                              |     | Liste                        | fraktionslos (FW)  | Fraktionsauflösung am 7. Oktober 2024                                                                                |
|      | Torsten Welling              | 1985 | Mayen                                        | 12  | Direktmandat                 | CDU                | |
|      | Cornelia Willius-Senzer      | 1943 |                                              |     | Liste                        | FDP                | |
|      | Steven Wink                  | 1984 |                                              |     | Nachrücker im Listenmandat   | FDP                | am 18. Mai 2021 für Andy Becht nachgerückt                                                                           |
|      | Josef Winkler                | 1974 |                                              |     | Liste                        | Grüne              | |
|      | Markus Wolf                  | 1980 | Bad Dürkheim                                 | 42  | Direktmandat                 | CDU                | |
|      | Johannes Zehfuß              | 1959 | Mutterstadt                                  | 38  | Direktmandat                 | CDU                | |
|      | Eugen Ziegler                | 1963 |                                              |     | Nachrücker im Listenmandat   | AfD                | am 28. März 2025 für Iris Nieland nachgerückt                                                                        |

## Ausgeschiedene Abgeordnete
| Bild | Name                 | geb. | Wahlkreis                | Nr.     | Direkt/Liste | Partei | Kommentar                                                                               |
| ---- | -------------------- | ---- | ------------------------ | ------- | ------------ | ------ | --------------------------------------------------------------------------------------- |
|      | Denis Alt            | 1980 | Kirn/Bad Sobernheim      | 18      | Direktmandat | SPD    | am 18. Mai 2021 ausgeschieden, da Staatssekretär; Nachrücker: Markus Stein              |
|      | Andy Becht           | 1974 |                          |         | Liste        | FDP    | am 18. Mai 2021 ausgeschieden, da Staatssekretär; Nachrücker: Steven Wink               |
|      | Anke Beilstein       | 1966 | Cochem-Zell              | 15      | Direktmandat | CDU    | am 1. November 2023 ausgeschieden, da Landrätin; Nachrücker: Jens Münster               |
|      | Katharina Binz       | 1983 | Mainz I                  | 27      | Direktmandat | Grüne  | am 18. Mai 2021 ausgeschieden, da Ministerin; Nachrücker: Daniel Köbler                 |
|      | Martin Brandl        | 1981 | Wörth am Rhein           | 52      | Direktmandat | CDU    | am 30. November 2024 ausgeschieden, da Landrat; Nachrücker: Florian Bellaire            |
|      | Bettina Brück        | 1967 |                          |         | Liste        | SPD    | am 18. Mai 2021 ausgeschieden, da Staatssekretärin; Nachrückerin: Tamara Müller         |
|      | Ellen Demuth         | 1982 | Linz am Rhein/Rengsdorf  | 3       | Direktmandat | CDU    | am 4. April 2025 ausgeschieden, da Mitglied des Bundestages; Nachrücker: Pierre Fischer |
|      | Jörg Denninghoff     | 1966 | Diez/Nassau              | 7       | Direktmandat | SPD    | am 15. Juli 2022 ausgeschieden, da Landrat; Nachrücker: Manuel Liguori                  |
|      | Malu Dreyer          | 1961 | Trier                    | 25      | Direktmandat | SPD    | am 18. Mai 2021 ausgeschieden, da Ministerpräsidentin; Nachrücker: Sven Teuber          |
|      | Giorgina Kazungu-Haß | 1978 |                          |         | Liste        | SPD    | am 31. August 2022 ausgeschieden; Nachrücker: Claus Schick                              |
|      | Herbert Mertin       | 1958 |                          |         | Liste        | FDP    | am 21. Februar 2025 verstorben; Nachrücker: Stefan Thoma                                |
|      | Iris Nieland         | 1960 |                          |         | Liste        | AfD    | am 27. März 2025 ausgeschieden, da Mitglied des Bundestages; Nachrücker: Eugen Ziegler  |
|      | Heike Raab           | 1965 |                          |         | Liste        | SPD    | am 18. Mai 2021 ausgeschieden, da Staatssekretärin; Nachrücker: Benedikt Oster          |
|      | Heike Scharfenberger | 1961 | Ludwigshafen am Rhein II | 37      | Direktmandat | SPD    | am 1. August 2023 ausgeschieden; Nachrücker: Gregory Scholz                             |
|      | Astrid Schmitt       | 1959 |                          |         | Liste        | SPD    | am 31. Dezember 2023 ausgeschieden; Nachrücker: Jens Jenssen                            |
|      | Anke Simon           | 1963 | Ludwigshafen am Rhein I  | 36schol | Direktmandat | SPD    | am 31. Dezember 2023 ausgeschieden; Nachrücker: David Guthier                           |
|      | Anne Spiegel         | 1980 |                          |         | Liste        | Grüne  | am 18. Mai 2021 ausgeschieden, da Ministerin; Nachrückerin: Lisett Stuppy               |
|      | Joachim Streit       | 1965 |                          |         | Liste        | FW     | am 15. Juli 2024 ausgeschieden, da Europaabgeordneter; Nachrücker: Bernhard Alscher     |
|      | Thomas Weiner        | 1957 |                          |         | Liste        | CDU    | am 30. November 2023 ausgeschieden; Nachrücker: Sven Koch                               |